# Malo Korenovo
Malo Korenovo est un village appartenant à la municipalité de Bjelovar et située dans le comitat de Bjelovar-Bilogora en Croatie. En 2021, le village compte 190 habitants.